# 徐永昌
徐永昌（1887年12月15日—1959年7月12日），字次宸，山西崞县人，中華民國陸軍一級上將，第二次世界大戰結束時，代表中華民國前往日本參加盟軍受降儀式，後出任中華民國國防部部長。

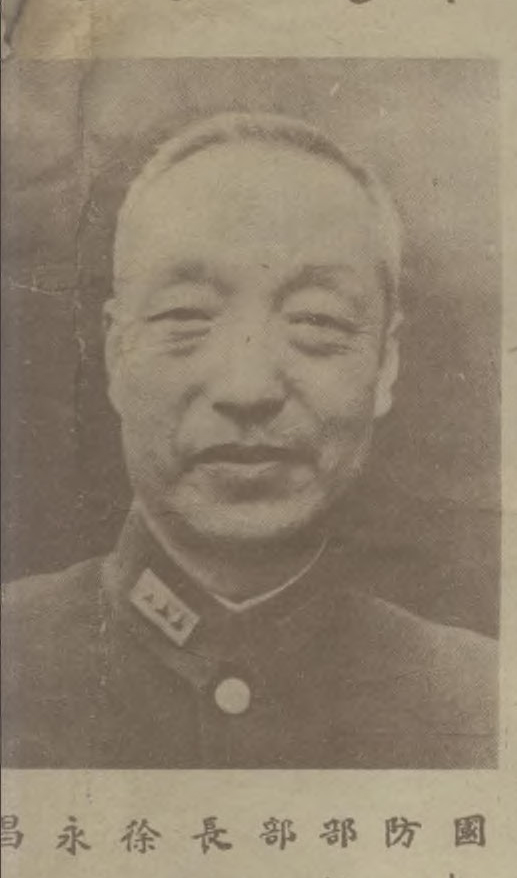

## 早年經歷
自幼在大同长大，13岁时成为孤儿，在一家车马站打工。14岁时，遇八国联军入侵，慈禧太后西逃路经大同，他在护驾的毅军中当夫、当兵。1908年，入讀武衛左軍隨營總堂，畢業後授副軍校（中尉），任武衛左軍路前營左哨副哨長。
辛亥革命爆發時，駐守北京寶泉局。1914年，考入陸軍大學第四期。1916年，赴山東參與居正、吳大洲之民軍，進行倒袁運動。 

## 中年經歷
1917年冬，任直隸軍官教育團教官。1924年10月，任孙岳的國民軍第三軍第一混成旅旅長。1925年1月，任國民軍第三軍第一混成旅旅長；8月，任國民軍第一師師長兼陝西警備司令。1926年9月，馮玉祥五原誓師，徐永昌以主張不合，乃與馮玉祥疏遠。国民三军在陕北缺衣缺食难以生存，1927年率部入山西歸入閻錫山屬下。參加國民革命軍北伐。为阎军右翼总指挥，奉军反扑占领了雁北地区，却未能突破右翼防线进入娘子关。1928年1月，任國民革命軍第十二路軍總指揮；6月，任河北省政府委員；1928年10月，就任首任綏遠省政府主席。1929年8月，調任河北省政府主席。
1930年，阎锡山谋划倒蒋，徐反对；并一再表示不要用他作指挥官。在阎的坚持下，1930年4月中原大戰爆發後任閻錫山之副司令兼前敵總司令；9月，被任為晉綏警備總司令。中原大战倒蒋军失败后，徐永昌先指挥西北军在郑州渡河北撤，然后是晋军撤退。待全部军队撤退后，他才渡过黄河铁桥。阎锡山下野，潜赴大连，行前委任徐永昌为晋绥警备总司，负两省军政全责。中原大戰結束後，1930年11月5日至11月30日短暫停職一切事務。1930年12月1日，復職國民政府軍事委員會委員。徐与负责华北军政的张学良商讨，将晋绥军改编为4个军，后又增加了一个护路军，除改变番号外，基本上保全了阎的部队。1931年，山西省政府主席商震离晋。8月，阎锡山由大连潜归，蒋介石与张学良深感忧虑，一面逼阎出走，一面1931年8月，國民政府任命徐永昌為山西省政府主席，并有意让徐出任晋绥两省军政长官。徐向蒋陈述利害，认为只有阎锡山可胜此任。
抗战前夕，徐感到已难与阎继续共事。1937年3月6日，國民政府特任陸軍二級上將徐永昌為軍事委員會辦公廳主任:5379。3月18日，蔣指示徐永昌檢查各地國防工事:5387。4月2日，閻錫山在太原綏靖公署召開省防會議，討論防務、訓練等問題，徐永昌、傅作義及在綏遠各將領出席會議:5395。7月7日，蘆溝橋事變發生，任軍事委員會委員長保定行營主任，指揮第一戰區抗日軍事。1938年1月，軍事委員會改組，奉命出任國民政府軍令部部長，期間运筹帷幄，獻替良多，於1943年10月獲頒青天白日勳章。

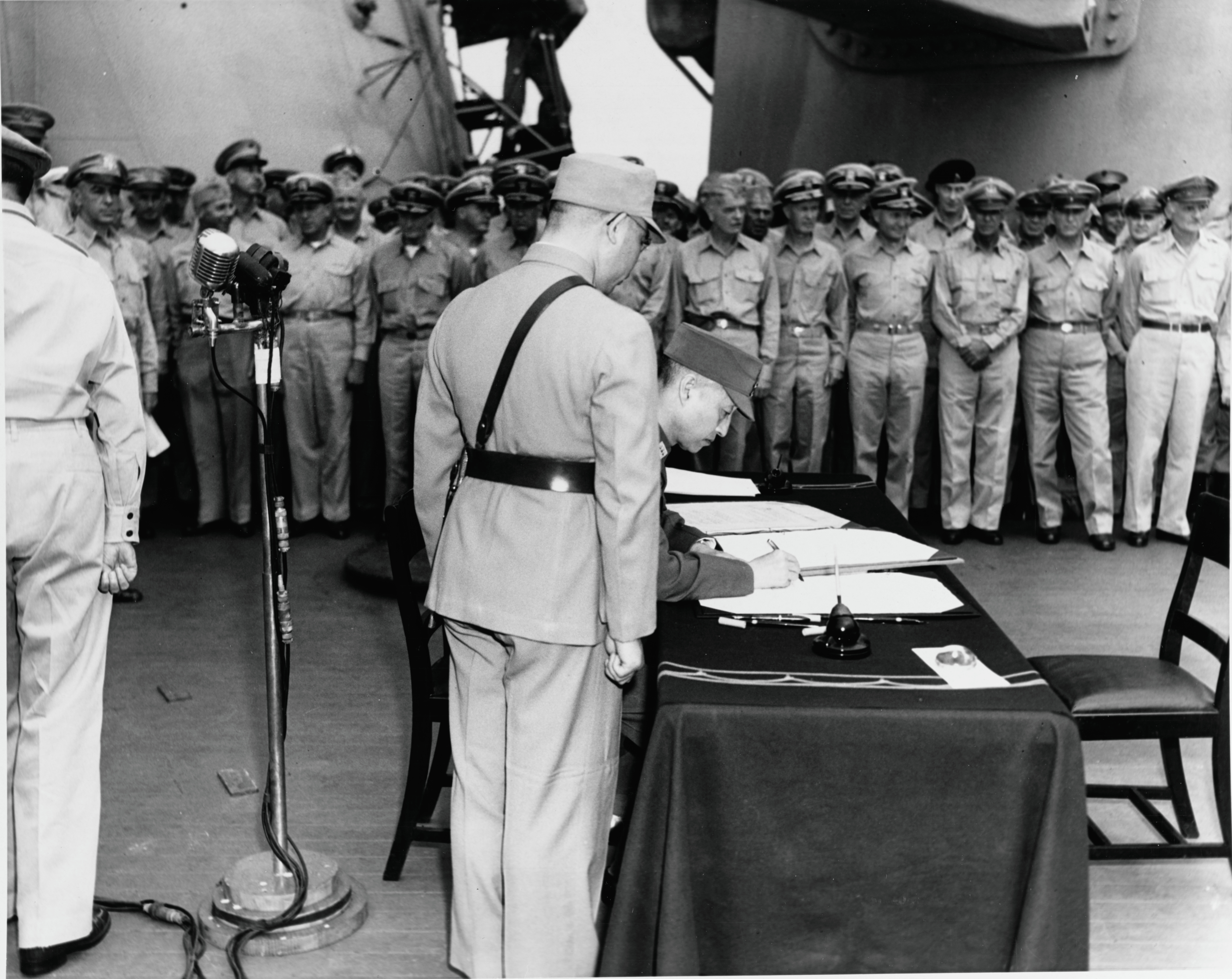
徐永昌签字，站着的两位分别为麥帥和王之

1945年8月15日，日本無條件投降，國民政府特派徐永昌代表中華民國參與9月在日本東京灣美艦密蘇里號之受降典禮並签署降伏文書（同行人員尚有楊宣誠中將、朱世明少將、王之少將、李樹正少將、王丕承少將）。1946年，被選為制憲國民大會代表。
1947年，當選第一屆國民大會代表；12月30日，行政院會議決議，派徐永昌任陸軍大學校長:8477。

## 晚年經歷
1948年12月，徐永昌任中華民國國防部部長。1949年夏天，任行政院政務委員。8月22日下午，陸軍大學校長徐永昌奉命去西北公幹，從廣州飛重慶，8月23日因為飛機在中途故障，致8月24日成行。9月1日，徐永昌自銀川飛赴南鄭，轉回重慶:9001。政府遷台，率陸軍大學師生遷移台北。
1952年4月，被蒋中正聘為總統府資政；10月，晉升陸軍一級上將。1954年11月，兼任光復大陸設計研究委員會副主任委員。
1959年7月12日，退役陸軍一級上將徐永昌在臺北市病故，享壽72歲。
著有《徐永昌日記》（1989年出版）。

## 備註
1. ↑  音「ㄍㄨㄛ」，“guo”

## 外部連結
- 國軍歷史文物館 （页面存档备份，存于）
- 徐永昌上將日記選 （页面存档备份，存于）
- 日落東京灣-日本投降簽字儀式紀實 （页面存档备份，存于）

| 政府职务      | 政府职务                                        | 政府职务      |
| ------------- | ----------------------------------------------- | ------------- |
| 行政院        |                                                 |               |
| 前任： 何應欽 | 國防部部長 第三任 1948年12月24日－1949年4月30日 | 繼任： 何應欽 |